# 小悲劇
『小悲劇』（しょうひげき、ロシア語: Маленькие трагедии）は、アレクサンドル・プーシキンが1830年に書いた一連の短編戯曲作品の総称。「けちな騎士」、「モーツァルトとサリエリ」、「石の客」、「ペスト蔓延下の宴」の4作品からなる。

## 概要
プーシキンは1830年にボルジノに滞在し、ここで『ベールキン物語』など多数の作品を執筆した。『小悲劇』もこの時期に書かれた作品のひとつで、1830年の10月から11月にかけて書かれた。一時期は全部で10篇にする意向があったようだが、4篇のみが完成した:606。4篇のうち『ペスト蔓延下の宴』を除く3篇は1827年に構想された劇作品一覧の中に題名が見えている。
プーシキン自身がこれらの作品をまとめて『小悲劇』の題で発表したわけではないが、手紙の中で作品に言及するときにこの名前を使用した。
プーシキンの最初の戯曲作品である『ボリス・ゴドゥノフ』（1825年）と異なり、これらの作品はいずれも政治的主題を離れて心理的・倫理的な主題を扱っている:606。4篇ともロシアではなく西欧諸国が舞台になっている。
韻律としてはシェイクスピア風の弱強五歩格を使用して押韻はせず、ロシア語の口語のリズムを反映している。中でも「石の客」は韻律的に成功している:607。

## 作品

### けちな騎士
『けちな騎士』 (ru:Скупой рыцарь) は1826年に構想され、1830年10月23日に完成した。出版はおくれて1836年に自ら刊行した『同時代人』創刊号に掲載された:614-616。1837年2月に上演される予定だったが、プーシキンの死によって中止された。
副題に「チェンストンの悲喜劇 The Covetous Knight より」とあり、ここでいうチェンストンとはおそらくウィリアム・シェンストーンのことかというが、この題の作品は存在せず、架空の作品の翻訳に見せかけたものという。
吝嗇をテーマとする。中世フランスを舞台とし、作品は3場から構成されるが、第2場は全体が金を貯めこむ男爵の独白になっている。ドストエフスキーは『未成年』の中で、この独白以上に想において優れたものはプーシキン自身作り出したことがないと言っている:614-616。
あらすじ：貧乏な騎士アルベールはユダヤ人の金貸しであるソロモンから金を借りようとするが、ユダヤ人は父の男爵を殺せば遺産が手に入ることをほのめかす。いっぽう男爵は穴蔵に金貨を蓄えることが生き甲斐で、この金がいずれ息子の放蕩に使われることを心配している。アルベールは大公に父を訴え、大公は男爵を呼びだす。男爵が息子が財産を狙って自分を殺そうとしていると語ると、怒ったアルベールがその場に乱入、男爵は息子に決闘を申し込む。大公は決闘を止め、アルベールを去らせるが、男爵はその場で倒れて死ぬ。

### モーツァルトとサリエリ
『モーツァルトとサリエリ』 (ru:Моцарт и Сальери) は1826年に構想され、1830年10月26日に完成した。『北方の花』(Северные цветы)の1832年版に掲載された:617-619。1832年1月27日と2月1日に上演された。
原稿の表紙には「ねたみ」という仮題がついていた:617-619。
嫉妬をテーマとし、作品は2場から構成される。1825年に死んだアントニオ・サリエリがモーツァルトを毒殺したといううわさを元にしており、作品のほとんどがサリエリの独白からなる。
あらすじ：サリエリはグルックの強い影響を受け、苦労と熱意によって成功したが、蕩児であるモーツァルトに与えられた天才が自分に与えられないことを恨み、毒殺を決意する。モーツァルトは3週間ほど前にレクイエムの作曲を依頼しに来た見知らぬ客のことが気にかかっていると話す。サリエリはボーマルシェの言葉を引いてなぐさめつつモーツァルトの杯に毒を入れる。モーツァルトが演奏するレクイエムを聞いてサリエリは涙を流す。モーツァルトは具合が悪いといって帰るが、サリエリは彼の残した「天才と悪行は両立しない」という言葉について考える。

### 石の客
『石の客』 (ru:Каменный гость) は1826年に構想され、1830年11月4日に完成した。出版は没後の1839年になってからである。
有名なドン・フアン伝説にもとづく作品は、ティルソ・デ・モリーナ、モリエール、モーツァルト、バイロンなどのものが有名であり、プーシキンはこれらの作品を参照しているが、ドン・フアンの性格は大きく異なり、詩人で誠実な人間として描写される。また石像は突然の終局をもたらす過酷な運命の象徴として描かれる:619-621。何度も恋をしたプーシキンの自伝的な作品になっている:619-621。作品は4場から構成される。
あらすじ：ドン・フアンは決闘で騎士長を殺害したためにマドリードの町を追放されたが、従者のレポレッロとともにひそかに町の入口まで帰ってきて、そこで騎士長の未亡人であるドニャ・アナが聖アントニオ修道院にある騎士長の墓参りに来ていることを知る。変装して町に入ったドン・フアンは恋人である女優のラウラのもとを訪れ、そこで騎士長の兄弟ドン・カルロスと決闘になり、彼を殺してしまう。ついで修道僧に変装したドン・フアンはドニャ・アナと懇意になり、ドニャ・アナは彼を自宅に招く。ドン・フアンは戯れにレポレッロに命じて騎士長の石像を入口の見張りとして招待すると、石像がうなづいたのでおびえる。ドニャ・アナに追求されたドン・フアンは自分が騎士長殺害の犯人であることを告白するが、ドニャ・アナは彼を殺すことができない。そこへ石像がやってきて、ドニャ・アナは気絶する。石像はドン・フアンの手を取り、ともに地下に沈む。

### ペスト蔓延下の宴
『ペスト蔓延下の宴』 (ru:Пир во время чумы) は1830年11月6日に完成し、文集『アリツィオーン』1832年版に掲載された:621-623。
副題に「ジョン・ウィルソンの悲劇 The City of the Plague より」とある。『けちな騎士』と異なってこちらはスコットランドの作家ジョン・ウィルソン (John Wilson (Scottish writer)) が1816年に書いた実在の作品で、全3幕・12場から構成される。本作品は原作の第1幕第4場を翻案したものであるが:172、作中に登場する2つの歌はプーシキンによる創作である。原作は1665年のロンドンの大疫病に題材を取っている:27。
この作品だけは1830年秋になって構想されたものと考えられる。当時のロシアではコレラが流行し、検疫のためにモスクワが封鎖されていたのでプーシキンはボルジノから離れることができなかった:621-623。
あらすじ：若者たちが集まって宴会を開く。娼婦のメアリーは故郷の歌を歌うが、ペストの犠牲になった死体を運ぶ荷馬車が通る音にルイーザは気絶する。宴会を主宰するウォルシンガムはペストを女王にたとえる愉快なペスト賛歌を歌う。そこへ司祭が現れて、死者が出ているにもかかわらず宴会を開く人々の不信心を批判する。ウォルシンガムは絶望から離れるために宴会を開いているのだと主張する。司祭は去り、人々は宴会を続けるが、ウォルシンガムはひとり物思いにふける。

## 脚色
『小悲劇』の4作品はいずれもロシアでオペラ化されている。
- ダルゴムイシスキーのオペラ『石の客』は未完成のまま作者が没したが、キュイが補作、リムスキー＝コルサコフがオーケストレーションを施して1872年に初演された。
- リムスキー＝コルサコフのオペラ『モーツァルトとサリエリ』は1898年に初演された。
- キュイのオペラ『ペスト流行時の酒宴』[3]は1901年に初演された。同作品によるオペラはプロコフィエフ、ボリス・アサフィエフ、アレクサンドル・ゴリデンヴェイゼルも書いている。
- ラフマニノフのオペラ『けちな騎士』は1906年に初演された。

1979年にソ連でテレビシリーズ『小悲劇』 (Little Tragedies (1979 film)) が作成された。音楽はアルフレート・シュニトケによる。
1984年に初演されたウラジーミル・コベーキンのオペラ『預言者』(Пророк)は、『石の客』『ペスト蔓延下の宴』および『詩人の死』からなる三部作で、1987年にソビエト連邦国家賞を受賞した。
アレックス・ウルフのオペラ『A Feast in the Time of Plague』は新型コロナウイルスの蔓延中に依頼され、2020年に初演された。ただし内容はプーシキンのものと大きく異なっている。